# Вологодская кружевная фирма «Снежинка»
ООО Вологодская кружевная фирма «Снежинка» — российское производственное предприятие текстильной промышленности с центром в Вологде и несколькими надомными участками в близлежащих населённых пунктах.

## История

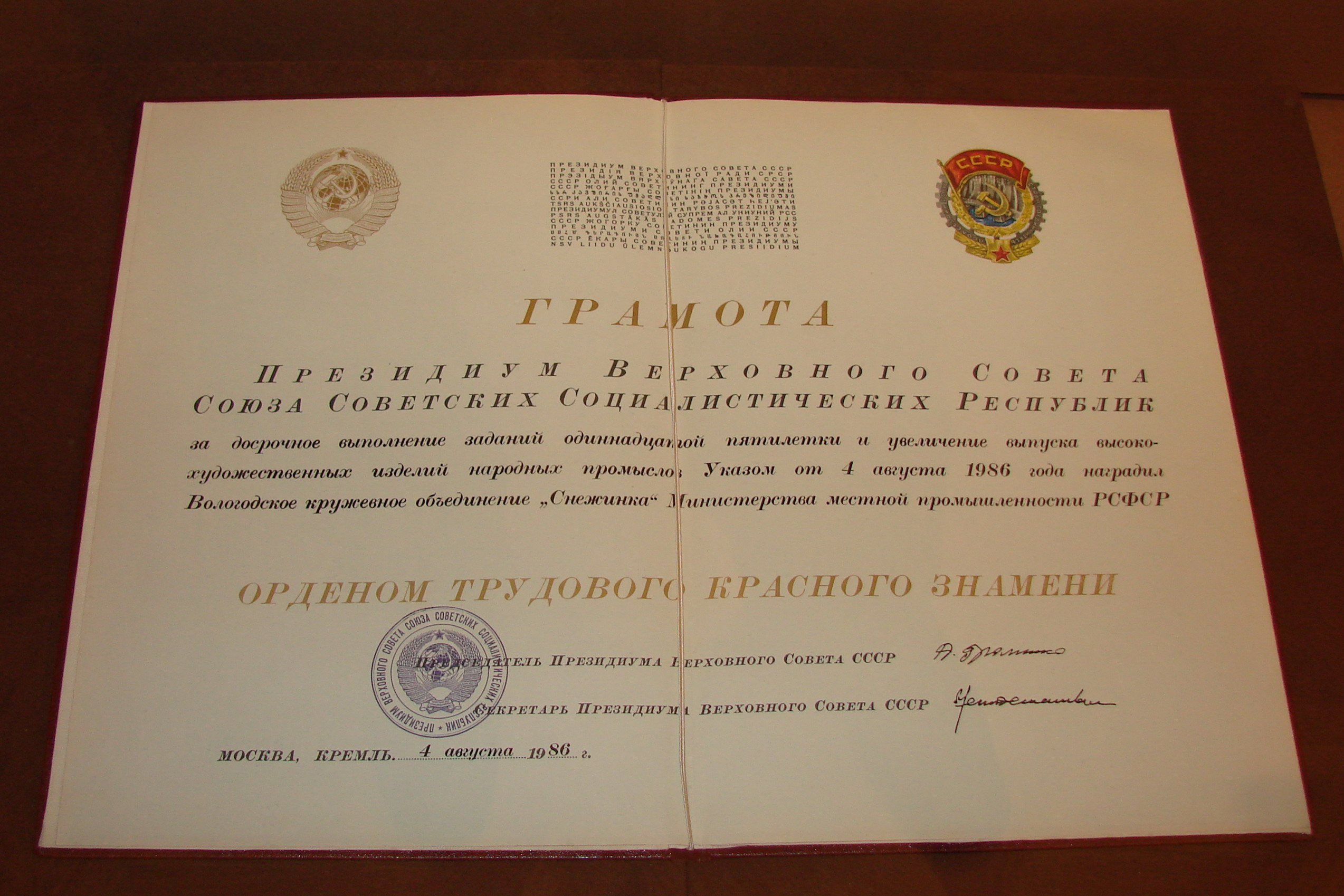
Почётная грамота о награждении «Снежинки» орденом «Трудового Красного Знамени»

В 1960 году в Вологодской области на базе бывших артелей были организованы 5 кружевных фабрик: Вологодская, Усть-Кубинская, Сокольская (с центром в селе Устье), Кубено-Озерская и Грязовецкая, которые в 1964 году были объединены и функционировали под названием Вологодское кружевное объединение «Снежинка». Там изготавливались мерные кружева, покрывала, салфетки, занавеси, а также уникальные выставочные образцы по эскизам художников (А. А. Кораблёвой, М. А. Гусевой и др.). Среди мастериц-художниц — В. Д. Веселова, М. Н. Груничева, В. Н. Ельфина, К. В. Исакова, Э. Я. Хумала, В. Н. Пантелеева, Т. М. Сибирцева.

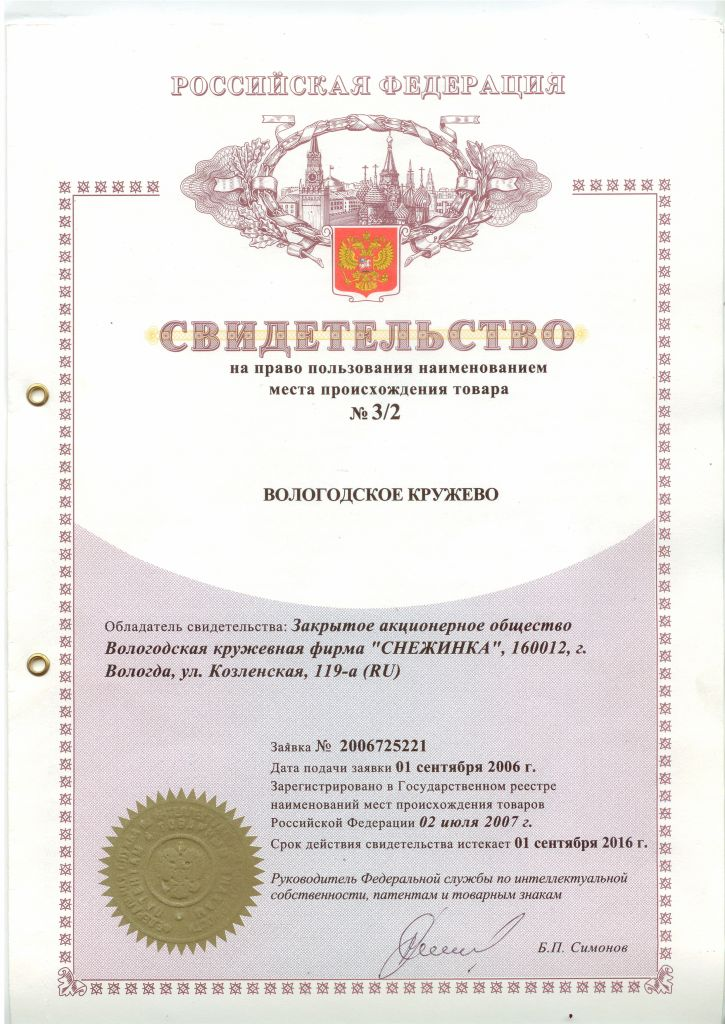
Свидетельство на право пользования наименованием места происхождения товара № 3/2 «Вологодское кружево»

В 1986 году, указом Президиума Верховного Совета СССР, Вологодское кружевное общество «Снежинка» было награждено орденом Трудового Красного Знамени.
По состоянию на 2005 год Вологодское кружевное предприятие являлось ведущим в числе традиционных промыслов России. В связи с переходом к рыночной экономике в нём произошли существенные изменения. С 1992 года объединение перешло в коллективную долевую собственность, преобразовалось в Товарищество с ограниченной ответственностью, а затем в ЗАО Вологодская кружевная фирма «Снежинка».

## Сотрудники
По данным на 2005 год на фирме работает 90 высококвалифицированных кружевниц, в том числе — 22 надомника, проживающих в районах бытования традиционного кружевоплетения, рабочих строчевышивального участка — 25, трикотажного участка — 18.

## Продукция
В ассортименте фирмы свыше 300 наименований изделий: скатерти, салфетки, занавески, разнообразные накидки, панно, перчатки, жилеты, косынки, шарфы, покрывала, мерные кружева и многое другое. Фирма наладила выпуск женской одежды, предметов украшения интерьера с традиционным вологодским кружевом, укомплектовав в связи с этим лабораторию специалистами по моделированию, конструированию и пошиву одежды.
Фирма «Снежинка» имеет небольшой музей, где в экспозиции представлены образцы вологодского кружева.

## Наименование места происхождения товара
Вологодская кружевная фирма «Снежинка» обладает правом пользования наименованием места происхождения товара «Вологодское кружево».